# Caudillo
Caudillo (en latín: capitellium, «cabecilla») es un término empleado para referirse a un líder, ya sea político, militar o ideológico.
Aunque en un sentido amplio este término se utiliza para cualquier persona que haga de guía de otras en cualquier terreno, el uso le ha dado a la palabra caudillo una cierta connotación política. Por lo general, se emplea como referencia a los líderes políticos de los siglos XIX y XX.
La aparición en el siglo XIX de numerosos caudillos en distintos países sudamericanos, fue un fenómeno social denominado caudillismo.

## Caudillos en América

### Argentina

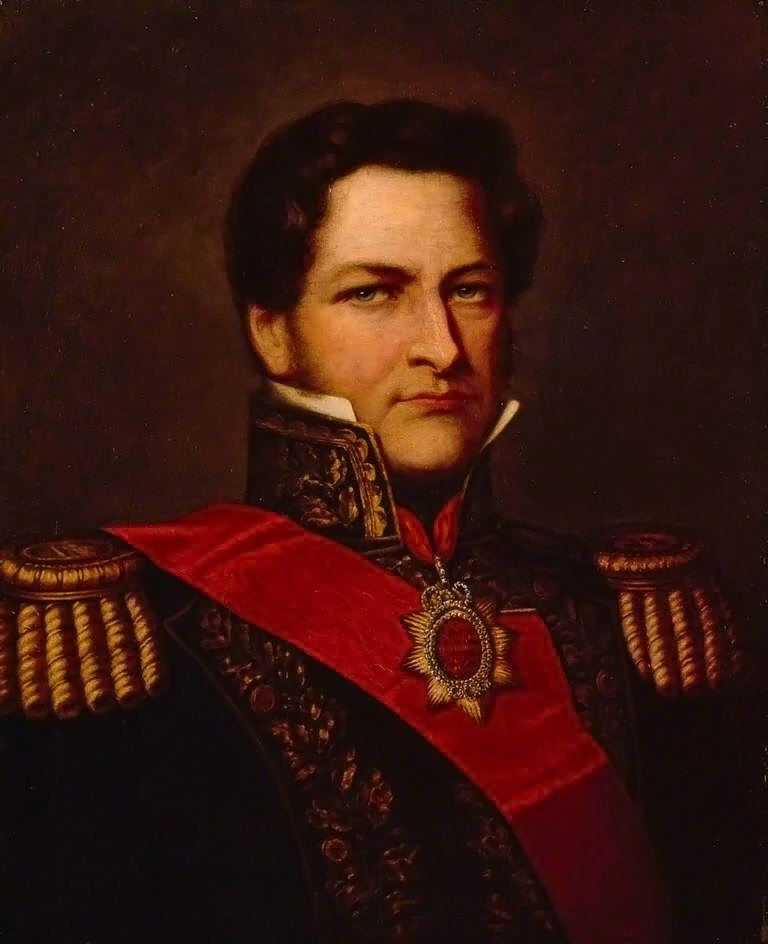
Juan Manuel de Rosas, caudillo argentino.

En la Historia Argentina del siglo XIX, se llamó caudillos a los distintos jefes de los ejércitos de las provincias de Argentina, que combatían entre sí, en particular a los que enfrentaron el centralismo de los gobiernos de Buenos Aires. Se trata, en general, de un término de uso militar. Estos jefes militares utilizaban grados militares convencionales, sobre todo el de general o coronel. Tenían arraigo popular, y lograban reunir ejércitos de entre 500 y 7000 hombres por su carisma y por la identificación con los intereses populares. Casi la totalidad de los caudillos que se enumeran seguidamente fueron líderes carismáticos del Partido Federal y la población que le fue adherente fue principalmente de gauchos.
La historiografía clásica ha denostado ese término y al Partido Federal, al cual en general pertenecían, mientras que la corriente histórica revisionista ha reivindicado exitosamente su figura en el imaginario popular.
El caudillismo en la Argentina puede ser clasificado en tres grandes etapas: la de los caudillos de la Independencia, que luchaban contra las fuerzas llamadas realistas, como Artigas y Güemes; el de las Autonomías Provinciales, enfrentándose a unitarios y a otros caudillos como Quiroga, López, Ibarra, Heredia, Aldao, Bustos y Ferré entre otros, terminando con la victoria de Urquiza sobre Rosas en Caseros; finalmente, hay una tercera etapa tras la victoria de Mitre ante Urquiza en Pavón, estos caudillos encabezan revueltas de diversas provincias contra la hegemonía de Buenos Aires (destacan Peñaloza, Jordán y Varela).
Entre los caudillos más conocidos de la historia argentina, los siguientes se pueden contar antes de 1852:
- José Gervasio Artigas: de la provincia Oriental entre 1811 y 1820, y principal referente de la Liga Federal de 1813 a 1820. Su área de influencia fue la Banda Oriental, la actual provincia de Misiones y las Misiones Orientales. Para enfrentar la Invasión Luso-Brasileña en 1816 Artigas logró reunir 6000 u 8000 hombres, incluyendo los de sus aliados de Misiones y Entre Ríos, la mayoría milicianos con mal equipo y poca disciplina.[n. 1]  Después de que su antiguo subalterno, Fructuoso Rivera, conspirara contra él para asesinarlo y tras entrar en conflicto con Francisco Ramírez debió exiliarse, muriendo desterrado en Paraguay.
- Ramón Rojas y su sobrino  Manuel Rojas: desde el año 1811 caudillos de la republiqueta de Tarija, en el territorio que luego sería la provincia de Tarija, e integrantes de la guerra Gaucha; murieron combatiendo contra los realistas.
- Juan Manuel de Rosas: caudillo federal de Buenos Aires que llegó a hegemonizar a la Confederación Argentina. Fue derrotado tras la batalla de Caseros y huyó al exilio en Gran Bretaña.
- Manuel Dorrego: caudillo de Buenos Aires, gobernador federalista derrocado y fusilado.
- Juan Bautista Bustos: de Córdoba, con gran relevancia a nivel nacional. En la batalla de La Herradura derrotó con mil hombres a Estanislao López. Fue vencido por José María Paz en San Roque, siendo exiliado a La Rioja (pidió ayuda a Facundo Quiroga); fracasó en su intento de expulsar al cordobés unitario Paz, y herido en la batalla de La Tablada murió poco después en la ciudad de Santa Fe.
- Andrés Guazurary: de la provincia de Misiones, incluyendo las Misiones Orientales, fue el más fiel aliado de Artigas; desaparecido tras ser derrotado y aprisionado por los luso-brasileños.
- Martín Miguel de Güemes: de la provincia de Salta (cuando Salta también incluía a Jujuy y Tarija). Combatió con sus guerrillas contra las invasiones realistas en la llamada Guerra gaucha, logrando reunir hasta 7000 y 8000 milicianos.[4] Murió trágicamente al ser sorprendido por una partida realista, apoyada por algunos salteños leales al rey.
- Facundo Quiroga: de La Rioja, que llegó a hegemonizar al NOA y Cuyo, llegando a reunir una poderosa fuerza de 5000 hombres de toda esa zona para enfrentar a Paz en La Tablada, en un intento de recuperar Córdoba para Bustos. Pero fue vencido y luego murió asesinado.
- Justo José de Urquiza: de Entre Ríos, que llegó a ser presidente de la Confederación Argentina tras deponer a Rosas. Inicialmente era aliado de éste, pero posteriormente se pronunció en su contra y le venció en Caseros. Murió asesinado.
- Francisco Ramírez: de la provincia de Entre Ríos, llegó a controlar a toda la Mesopotamia argentina. Vencedor en la batalla de Cepeda de 1820. Posteriormente, López se alió con los bonaerenses y Ramírez logró armar un ejército de 2000 hombres, pero fue vencido y muerto (1821).[5][6]
- Estanislao López: de la provincia de Santa Fe, que tuvo una fuerte influencia en el Litoral argentino tras la muerte de Francisco Ramírez e incluso en Córdoba tras el deceso de Juan Bautista Bustos. Participó con su ejército de 1500 regulares, milicianos e indios del Chaco[7][8] en las batallas de La Herradura, Cepeda, Cañada de la Cruz y Puente de Márquez.
- Alejandro Heredia: de la provincia de Tucumán, que llegó a tener una gran pero efímera influencia en todo el NOA e incluso Tarija. Dirigió la campaña contra la Confederación Perú-Boliviana. Llegó a comandar una fuerza de 3500 soldados y milicianos en 1838.[9] Murió asesinado.
- Felipe Ibarra: de la provincia de Santiago del Estero. En 1840 enfrentó la invasión simultánea de sus enemigos desde Tucumán, Catamarca y Salta, logrando rechazarla con 2500 hombres que reunió.[10]
- José Félix Aldao: de la provincia de Mendoza, fue muy influyente en las otras provincias del Cuyo. En la batalla de Pilar recuperó la provincia de Mendoza para los federales habiendo vencido al Ejército Unitario, una vez concluida la batalla, ejecutó a otros 100 unitarios por la muerte de su hermano en combate, dentro de los cuales se encontraba Francisco Laprida. También se destaca su actuación en la batalla de Angaco, donde logró reunir una fuerza de hasta 1947 hombres provenientes de las provincias cuyanas (1841), pero fue derrotado. Se destacó por su crueldad.
- Nazario Benavídez: del Cuyo, fue cuatro veces gobernador de la provincia de San Juan. Aliado del porteño Rosas contra el riojano Peñaloza, que sin embargo, dio asilo a éste cuando Peñaloza se encontraba en una de sus peores situaciones.
- Santos Guayama: fue un célebre gaucho argentino. Fue uno de los líderes de la "rebelión lagunera", en las Lagunas de Guanacache, y resistió como bandolero durante varios años, hasta su captura y fusilamiento.
- Pedro Ferré: de la provincia de Corrientes y parcialmente de las Misiones. Se rebeló contra Rosas armando dos expediciones contra éste, en 1840 y 1841-1842 respectivamente.
- José María Paz: militar unitario cordobés, gran táctico y estratega. Participó en la guerra del Brasil; al finalizar dicha contienda, invadió con sus tropas Córdoba, derrotando y expulsando a Bustos, pasando a controlar la provincia que se convirtió en el principal campo de batalla entre unitarios y federales. Fue capturado por tropas del Pacto Federal.
- Pedro Castelli: porteño, hijo del prócer jacobino Juan José Castelli. Fue el líder de los Libres del Sur, rebelándose en el sur de la provincia de Buenos Aires contra el gobernador Juan Manuel de Rosas, reuniendo una fuerza de 1700 hombres. Vencido en la batalla de Chascomús y poco después asesinado.
- Juan Lavalle: comandante unitario porteño, lideró varias campañas contra los federales y dirigió la Coalición del Norte hasta su derrota en batalla de Famaillá, muriendo poco después. Lavalle -quien había asesinado a Manuel Dorrego- tuvo por némesis al caudillo federal y oriental Manuel Oribe.
- Gregorio Aráoz de Lamadrid: jefe unitario tucumano, realizó varias muy cruentas campañas contra los federales, siendo vencido en diversas ocasiones. Comandó en 1841 un ejército de 3000 hombres de la Coalición del Norte e invadió el Cuyo, siendo vencido y forzado al exilio.
- Pascual Echagüe: federal de Entre Ríos. Vencido por un ejército unitario enviado desde Corrientes, escapó a Buenos Aires apoderándose de Santa Fe tras la derrota de Juan Pablo López. Fue derrotado y exiliado por Urquiza.

Entre los caudillos argentinos más importantes después de 1852:
- Ricardo López Jordán: federal de la provincia de Entre Ríos. Protagonizó la rebelión jordanista.
- Ángel Vicente Peñaloza: caudillo federal rural de La Rioja, Córdoba, Catamarca y el Cuyo. Fue derrotado en Las Playas y asesinado poco después.
- Felipe Varela: caudillo federal rural de La Rioja. Fue el más importante líder de la Revolución de los Colorados, reuniendo fuerzas del Cuyo y el NOA.
- Juan Saá: federal de la provincia de San Luis, fue uno de los últimos caudillos federales argentinos del siglo XIX. Aliado de Varela.
- Antonino Taboada: de Santiago del Estero, emparentado con Felipe Ibarra, vencedor en la batalla de Pozo de Vargas; Antonino Taboada inicialmente apareció como caudillo federal de su provincia pero luego, por conveniencia, hizo alianza con los seguidores del unitarismo porteño como Bartolomé Mitre y así entró en guerra contra otros caudillos federales de su época, especialmente contra Felipe Varela.

### Chile
Los siguientes son los principales caudillos de la historia de Chile:
- Manuel Rodríguez: Primer líder guerrillero de Chile, gestor de la independencia contra España.
- Bernardo O'Higgins: Padre de la patria Chilena. Tras el desastre de Rancagua y autoexiliarse en Argentina, se alió con José de San Martín para conformar un ejército Libertador de los Andes, el cual liberó a Chile del dominio Español en la batalla de Chacabuco y proclamó definitivamente la independencia para Chile en la batalla de Maipú.
- José Miguel Carrera: destacado líder de la independencia de Chile, tras el desastre de Rancagua tuvo que exiliarse, tratando de regresar y derrotar a los realistas en Chile con 400 hombres se internó en las pampas donde hizo alianzas con algunos caudillos argentinos y enfrentó a otros, finalmente fue traicionado por sus hombres, entregado y ejecutado en Mendoza bajo orden de Tomás Godoy Cruz.[5]
- Vicente Benavides: caudillo realista, famoso por su crueldad que operó durante la llamada Guerra a muerte, logrando juntar 6000 soldados, montoneros e indígenas.[12] Terminó por ser derrotado, capturado y ejecutado. Algunos de sus seguidores pasaron a formar bandas criminales, como la de los Pincheiras.
- Ramón Freire: Director supremo de Chile, líder del gobierno liberal durante la guerra civil chilena de 1829-1830, terminando por ser vencido en la batalla de Lircay.
- José Joaquín Prieto: comandante de las tropas en Concepción, vencedor en Lircay, iniciando la República Conservadora y obteniendo el cargo de presidente.
- Francisco Bilbao: protagonista de la Revolución de 1851.
- Pedro León Gallo: protagonista de la Revolución de 1859.

### Colombia
- Sergio Arboleda
- Jorge Eliécer Gaitán
- Alfonso López Pumarejo
- Tomás Cipriano de Mosquera
- Aquileo Parra
- Gustavo Rojas Pinilla
- Rafael Uribe Uribe
- Marceliano Vélez
- Luis Carlos Galán

### Cuba
- José Martí
- Ignacio Agramonte
- Carlos Manuel de Céspedes del Castillo
- Máximo Gómez Báez
- Antonio Maceo

### Ecuador
- Juan José Flores
- Gabriel García Moreno
- Eloy Alfaro Delgado
- José María Velasco Ibarra

### Guatemala
- Rafael Carrera
- Miguel García Granados
- Justo Rufino Barrios
- Mariel Justino Sarmiento

### México
Durante la guerra de Independencia de México:
- Miguel Hidalgo: Cura del Pueblo de Dolores en el Virreinato de la Nueva España dirigió el primer levantamiento independentista en esta región en 1810. Se adjudicó el título de "Alteza Serenísima" y "Generalísimo de las Américas" antes de ser capturado y ejecutado en Chihuahua en 1811 por los realistas.
- Vicente Guerrero: Guerrero sirvió en las Filas de José María Morelos hasta que este fue ejecutado en 1815. Después se convirtió en jefe de la insurgencia en el sur de la Nueva España. En 1820 firmó con Agustín de Iturbide el Plan de Iguala y lograron la independencia del Imperio Mexicano en 1821. Iturbide se corona Emperador pero Guerrero y otros Republicanos le derrocaron. En 1828 Guerrero dio un golpe de Estado para suceder al primer presidente de México Guadalupe Victoria tras perder las elecciones contra Manuel Gómez Pedraza. El golpe fue un éxito y fue nombrado presidente pero en 1830 fue Derrocado por otro golpe de Estado proclamado por el vicepresidente Anastasio Bustamante y fue asesinado.
- José María Morelos: Morelos sucedió a Hidalgo como líder insurgente tras su muerte en 1811. Entre 1812 y 1814 controló el sur de Nueva España y formó un congreso independiente en 1813 que lo nombró Capitán General del Ejército y Siervo de la Nación. A finales de 1814 Morelos cayó preso de los realistas y fue fusilado por el Virrey Félix María Calleja.

Durante la Revolución Mexicana y posteriores:
- Venustiano Carranza: Carranza fue gobernador de Coahuila cuando en 1913 presidente Madero fue asesinado y el general Victoriano Huerta tomó el poder. Ese mismo año proclamó el Plan de Guadalupe para derrocarlo. En 1914 Huerta fue derrocado, sin embargo los demás caudillos revolucionarios le negaron su apoyo. El respondió atacando a la Convención de Aguascalientes. En 1916 los ejércitos inconformes fueron derrotados y Carranza asumió el poder en 1917. Promulgó una nueva Constitución; sin embargo fue asesinado al terminar su período en Tlaxcaloltongo en 1920.
- Pancho Villa: Villa fue un jefe revolucionario mexicano que se adhirió a Francisco I. Madero para derrocar a Porfirio Díaz. En 1911 Díaz renunció y Madero asumió el poder. En 1913 Madero fue asesinado por el general Victoriano Huerta y Villa se unió a Venustiano Carranza para derrocarlo. Tras lograrlo en 1914 Villa Y otros revolucionarios negaron a Carranza la presidencia. Este los desconoció y Villa fue nombrado general del Ejército de la Convención. Sin embargo fue derrotado por Carranza y Álvaro Obregón en 1916. Villa siguió atacando al gobierno e incluso invadió Estados Unidos en 1916 al atacar Columbus, Nuevo México. En 1920 tras la muerte de Carranza Villa firmó la paz sin embargo fue asesinado en Parral, Chihuahua en 1923.
- Emiliano Zapata: Emiliano Zapata fue nombrado general del Ejército Libertador de Sur en 1910 para devolver las tierras arrebatadas por el presidente Porfirio Díaz a los indígenas de Morelos. Ese mismo año se unió a Madero contra Díaz. Sin embargo en 1911 se rebelo contra Francisco I. Madero pues este no devolvió las tierra prometidas. En 1913 se adhirió a Villa y Carranza contra Victoriano Huerta, quien asesino a Madero. En 1915 se unió a Villa y atacaron a Carranza. Sin embargo fue derrotado y en 1919 fue asesinado en Morelos por Carranza.

### Perú
En Perú los caudillos se caracterizan por ser clientelistas, envían apoyo a cambio de recibir recursos para permanecer en el cargo. A lo largo de su historia surgieron los principales caudillos, entre 1824 (independencia de Perú) y 1841 (muerte de Gamarra):
- Agustín Gamarra: presidente de dicho país, en 1828 invadió La Paz con 5000-6000 hombres logrando la renuncia y salida de Antonio José de Sucre.[14][15] Se enfrentó a Obregón y a Santa Cruz formando una alianza con el ejército chileno, creando el Ejército Unido Restaurador que obtuvo la victoria en Yungay volviendo así al poder. Deseoso de anexarse Bolivia la invadió, siendo vencido y muerto en la batalla de Ingavi.
- Antonio Gutiérrez de la Fuente:
- Felipe Santiago Salaverry: militar peruano, en 1835 derrocó a Orbegoso y tomó el poder, ante la posterior invasión boliviana Salaverry marchó al frente de 5000 hombres siendo vencido por los bolivianos aliados a los partidarios de Orbegoso e indígenas del Cusco y Arequipa fue capturado y ejecutado.

Principales caudillos durante la anarquía posterior a la muerte de Gamarra:
- Juan Crisóstomo Torrico: enemigo de Gamarra, tras la muerte de este volvió de su exilio combatiendo en la guerra entre Perú y Bolivia, después de firmarse la paz derrocó a Manuel Menéndez, sucesor constitucional de Gamarra. Fue depuesto por Vidal.
- Juan Francisco de Vidal: militar peruano, se sublevó en Cusco venciendo en Agua Santa a Torrico tomando el poder hasta que la rebelión de Vivanco lo obligó a dimitir y exiliarse (1842-1843). Posteriormente regresó, como aliado de Castilla.
- Manuel Ignacio de Vivanco: tras morir Gamarra, Vivanco se apoderó del poder marchando desde Arequipa a Lima derrocando al gobierno de Vidal. Finalmente fue vencido por Castilla y Nieto en la batalla de Carmen Alto (1844) teniendo que retirarse a la vida privada (1845).
- Domingo Nieto: general exiliado por Vivanco, regresó en 1843 proclamando su lealtad a la Constitución de 1839. Con Manuel de Mendiburu inició en Tacna una sublevación contra Vivanco que fue derrotado y depuesto. Murió poco después en 1844, posiblemente envenenado.
- Ramón Castilla: general peruano, aliado de Nieto se sublevó en Tarapacá contra Vivanco a quien depuso, siendo elegido presidente en 1845.
- José Rufino Echenique:

Caudillos durante y después de la guerra del Pacífico:
- Nicolás de Piérola: presidente del Perú durante dicha guerra, al entrar las tropas chilenas a Lima huyó a la sierra dimitiendo a fines de 1881 por varios pronunciamientos en su contra, posteriormente partió a Europa, tras volver a Perú venció y derrocó a Cáceres (1895-1896) asumiendo el poder hasta 1899.
- Andrés Avelino Cáceres: principal líder de la resistencia guerrillera a la ocupación chilena, reuniendo unos 4000 soldados y más de 2000 montoneros en el Valle del Mantaro y Ayacucho, tras la firma del Tratado de Ancón por Iglesias se enfrentó al gobierno de este, derrocándole. En 1894 fue elegido presidente pero fue depuesto por Piérola.
- Miguel Iglesias: presidente peruano desde 1883 con base en Lima negoció con las fuerzas chilenas firmando la paz en Ancón, tras la retirada de sus aliados se enfrentó a Cáceres con 3000 a 4000 hombres, siendo vencido y derrocado (1885).
- Lizardo Montero Flores: presidente entre 1881 y 1883, tras ser depuesto Francisco García Calderón por las autoridades chilenas Montero estableció en Arequipa un gobierno propio y aliado de Cáceres, armando un ejército de 3000-4000 soldados y 8000-10 000 milicianos, en 1883 cuando las tropas chilenas lanzaron una gran ofensiva contra él huyó al exilio.

### Uruguay
- José Gervasio Artigas
- Leandro Gómez
- Juan Antonio Lavalleja
- Timoteo Aparicio
- Manuel Oribe
- Fructuoso Rivera
- Aparicio Saravia
- Venancio Flores
- Luis Alberto de Herrera

### Venezuela
Durante la guerra de Independencia de Venezuela (1810-1823) se incluyen a:
- José Tomás Boves
- José Antonio Yáñez
- Simón Bolívar
- Santiago Mariño
- Manuel Carlos Piar
- José Félix Ribas
- José Antonio Páez

Durante el período de las guerras civiles venezolanas (1830-1903) se incluyen a:
- Julián Castro
- José Tadeo Monagas
- Ezequiel Zamora
- Juan Crisóstomo Falcón
- Antonio Guzmán Blanco
- Joaquín Crespo
- Carlos Rangel Garbiras
- Cipriano Castro: Fue el líder de la Revolución Liberal Restauradora que en 1899 derrocó al presidente Ignacio Andrade. Castro sería el primero de varios militares de origen tachirense que gobernarían el país durante la primera mitad del siglo XX,  iniciando la etapa conocido como «Hegemonía andina». Bajo su gobierno (1899 - 1908) se darían los primeros pasos para la institucionalización política de la República, sin embargo el corte regresivo de sus medidas económicas lo llevaron a afrontar diversos conflictos internos y externos, cómo la Revolución Libertadora, el Bloqueo naval a Venezuela y la Crisis holandesa-venezolana. Lo que facilitaría su derrocamiento en 1908, mientras se encontraba en Europa.
- Juan Vicente Gómez: Considerado el último caudillo en gobernar Venezuela. Logró institucionalizar el país y consolidar un monopolio legítimo de la fuerza en manos del Estado. Gobernaría de forma dictatorial desde 1908 y hasta su muerte en 1935, periodo que coincidiría con el auge de la industria petrolera, que aportaría los recursos necesarios para la profesionalización de las Fuerzas Armadas y la construcción de infraestructura para conectar el territorio nacional de forma eficiente.

## El fenómeno político del caudillaje en España

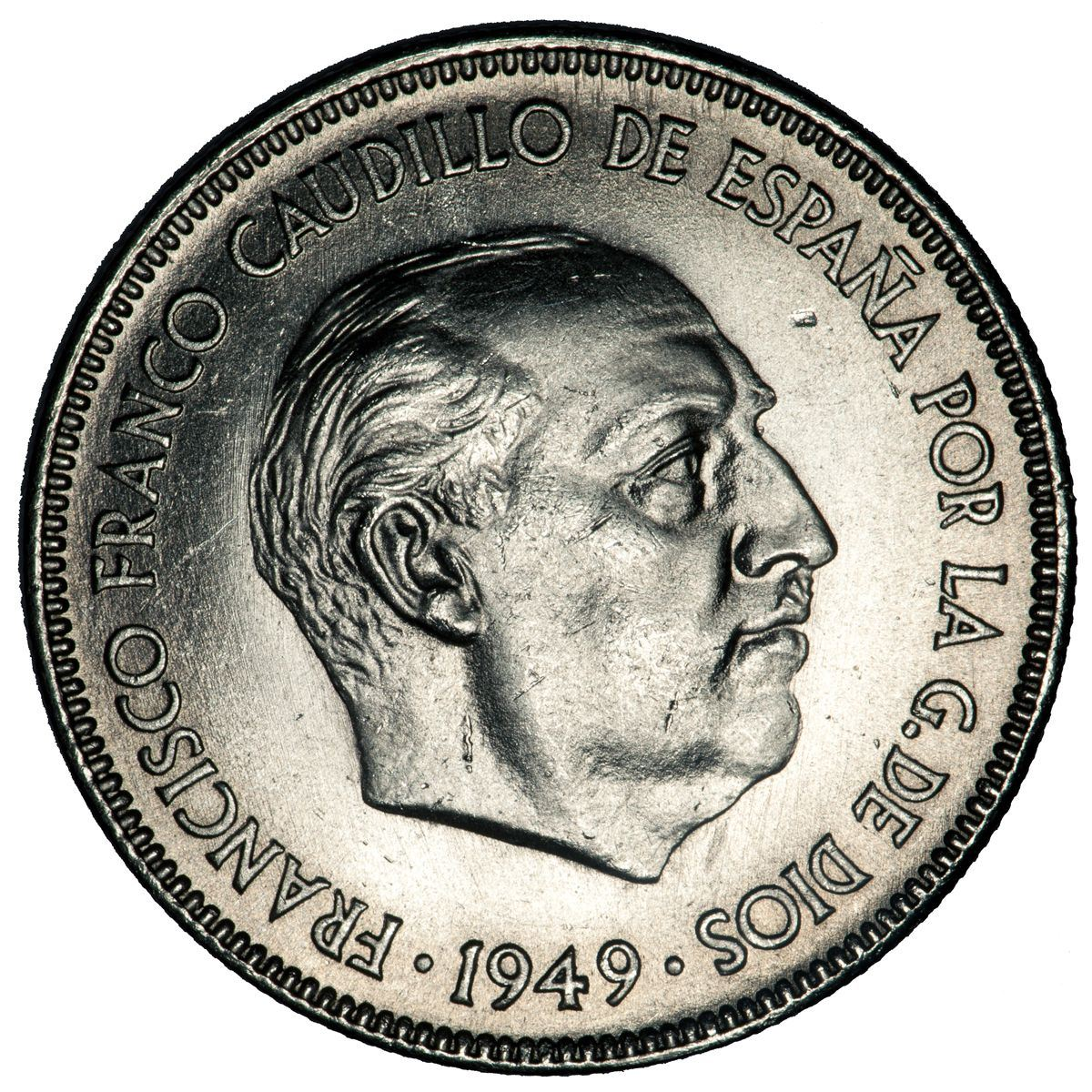
Efigie de Francisco Franco en una moneda de cinco pesetas acuñada en 1949, con la leyenda «francisco franco caudillo de españa por la g. de dios».

La guerra civil española, iniciada con el golpe de Estado de julio de 1936, dio origen a una jefatura política representada por el caudillaje de origen circunstancial, que luego se legalizaría como una forma permanente de ejercicio del mando.

[...] Lo esencial en ella, según los expositores del tema, es el carisma, es decir, la ejemplaridad personal, la fuerza y la lealtad que concurrían en el Caudillo [Francisco Franco], y que convertían, según los expositores, su inicial potestad en poder legítimo, es decir, en auctoritas [...]

En el franquismo, la figura del Caudillo constituye la suprema institución de la jerarquía política, no solo en el orden de la representación política, sino también en el ejercicio del poder político. Los rasgos que caracterizaban la figura del jefe de Estado eran los siguientes:
- Exaltación personal del jefe y su identificación con el destino histórico del pueblo.
- Plenitud de poder concentrado en sus manos.
- Ausencia de un control institucional de su ejercicio; solo era responsable ante Dios y la Historia.

Según Torcuato Fernández Miranda la suprema magistratura del poder puede presentarse bajo tres modalidades: caudillaje, regencia y monarquía.[cita requerida] Las Leyes Fundamentales optan por la primera de estas tres posibilidades jurídicas de encarnación de la Jefatura del Estado. En el caso de España, el caudillaje era un título excepcional de autoridad individualizado, y en este sentido irrepetible que descansaba en «un derecho de fundación consagrado por una proclamación y una adhesión también excepcionales». De este modo, al reconocer como no cabe sucesión normal, deben buscarse nuevas formas institucionalizadas, y no restauradas ni reinstauradas de designación o sucesión.[cita requerida]
Con anterioridad a esta controvertida utilización del concepto y el término «caudillo», el escritor Benito Pérez Galdos puso en boca de su personaje Gabriel de Araceli, protagonista de la primera serie de los Episodios nacionales, y para afinar en el retrato del Juan Martín el Empecinado, el siguiente comentario:

Tres tipos ofrece el caudillaje en España, que son: el guerrillero, el contrabandista, el ladrón de caminos. El aspecto es el mismo: sólo el sentido moral les diferencia. Cualquiera de esos tipos puede ser uno de los otros dos sin que lo externo varíe, con tal que un grano de sentido moral (permítaseme la frase) caiga de más o de menos en la ampolleta de la conciencia. Las partidas que tan fácilmente se forman en España pueden ser el sumo bien o mal execrable. ¿Debemos celebrar esta especial aptitud de los españoles para consagrarse armados y oponer eficaz resistencia a los ejércitos regulares? ¿Los beneficios de un día son tales que puedan hacernos olvidar las calamidades de otro día? Esto no lo diré yo, y menos en este libro donde me propongo enaltecer las hazañas de un guerrillero insigne que siempre se condujo movido por nobles impulsos, y fue desinteresado, generoso, leal, y no tuvo parentela moral con facciosos, ni matuteros, ni rufianes, aunque sin quererlo, y con fin muy laudable, cual era el limpiar a España de franceses, enseñó a aquellos el oficio.
Galdós (1874)

## Filipinas

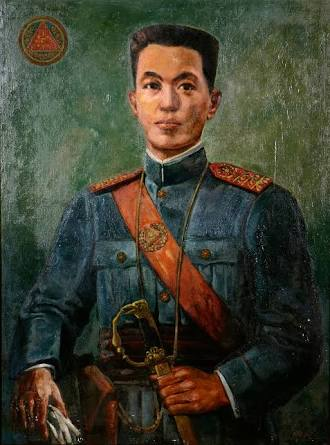
Emilio Aguinaldo, primer presidente de las Filipinas.

También en Filipinas Emilio Aguinaldo, titulado como el Caudillo de la "Revolución filipina", se acabó convirtiendo en líder de dos luchas anticoloniales: primero contra España, y luego contra los Estados Unidos.